# Гевін Касаленьо
Гевін Касаленьо (англ. Gavin Casalegno; нар. 2 вересня 1999, Луїсвілл, Кентуккі, США) — американський актор, знаний за роллю Джеремії Фішера в телесеріалі «Літо, коли я погарнішала».

## Ранні роки
Народився в Далласі, штат Техас. Найстарший з трьох дітей. Має молодшого брата та молодшу сестру Ешлін Касаленьо, яка також є акторкою та моделлю.
Навчався у школі в Лукасі, штат Техас.

## Кар'єра
За порадою подруги мама почала шукати для сина модельну агенцію. У чотири роки отримав першу пропозицію від мережі JCPenney. У середині 2000-х років неодноразово з'являвся в рекламі Sony і Papa John's. Оскільки син був неповнолітнім, мама, Еллісон Касаленьо, була його менеджером.
Щоб розширити можливості переїхав до Лос-Анджелеса, і в одинадцять років замовив свій перший кінопроєкт. Зіграв різні ролі, зокрема молодого Сима у «Ної» 2014 року, молодого Деймона Сальваторе в телесеріалі CW «Щоденники вампіра» 2015 року та Тревора Стренда у першому сезоні «Вокера» 2021 року.
У липні 2021 року на Deadline повідомлялося, що Касаленьо зіграє Джеремію Фішера, одного з головних героїв телесеріалу Amazon Prime, основаного на романі Дженні Ган про дорослішання «Літо, коли я погарнішала», прем'єра якого відбулася 17 червня 2022 року. Amazon продовжив серіал на 2 сезон перед прем'єрою першого, не зазначаючи дату. 14 липня 2023 року відбулася прем'єра другого сезону. Згідно з даними Amazon, другий сезон був «у десятці найпопулярніших на [Amazon Prime streaming] сервісі». Серіал отримав продовження на третій сезон у серпні 2023 року.
13 червня 2023 року у «Вараєті» оголосили, що Касаленьо обрано на роль сина у біографічному фільмі «Королева рингу» про реслерку Мілдред Берк.

## Особисте життя
Наприкінці 2024 року одружився з Чейанн Кінг. Раніше зустрічався з американською танцівницею, моделлю й акторкою Ларсен Томпсон.
Підтримує психічне здоров'я, завзятий гравець у футбол і волейбол. Християнин, часто покликається на віру та читає Біблію у різноманітних соціальних мережах. Його обрали ведучим MTV Movie & TV Awards 2023 року.

## Фільмографія
| Рік       |    | Українська назва         | Оригінальна назва                                | Роль                   |
| --------- | -- | ------------------------ | ------------------------------------------------ | ---------------------- |
| 2010      | с  | Переслідування           | Chase                                            | школяр                 |
| 2010      | с  | Самотня зірка            | Supersex                                         | Lone Star              |
| 2011      | ф  | Почуй мій шепіт          | Hear Me Whisper                                  | Мейсон                 |
| 2012      | ф  | Я - Габріель             | I Am Gabriel                                     | Габріель               |
| 2012      | ф  | Крижаний                 | The Iceman                                       | хлопець на роликах     |
| 2012      | ф  |                          | Butter                                           | студент                |
| 2014      | ф  | Ной                      | Noah                                             | юний Шем               |
| 2014      | ф  | Гра на висоті            | When the Game Stands Tall                        | Майкл                  |
| 2014      | ф  | Усе ще мертвий           | Dead Still                                       | Боббі                  |
| 2015      | с  | Щоденники вампіра        | The Vampire Diaries                              | юний Деймон Сальваторе |
| 2016      | ф  | Зараз або ніколи         | It's Now or Never                                | Адібас                 |
| 2016      | кф |                          | A Taylor Story                                   | Майкл                  |
| 2017      | ф  | Девʼять секунд           | Nine Seconds                                     | Коул Джексон           |
| 2017      | ф  |                          | Sage Alexander Hall of Nightmares: VR Experience | Сейджз Александр       |
| 2020      | ф  | Невразливий              | The Unhealer                                     | Рід Вайтком            |
| 2021      | с  | Вокер                    | Walker                                           | Тревор Стренд          |
| 2024      | ф  | Королева рингу           | Queen of the Ring                                | підліток Джо           |
| 2022—2025 | с  | Літо, коли я погарнішала | Supersex                                         | Джеремія Фішер         |

### Аудіокниги
| Рік  | Назва                    | Роль           | Примітки                | Ref(s) |
| ---- | ------------------------ | -------------- | ----------------------- | ------ |
| 2022 | Літо, коли я погарнішала | Джеремія Фішер | Перезаписана аудіокнига |        |